# Sinpung-myeon
Sinpung-myeon (koreanska: 신풍면)  är en socken i kommunen Gongju i provinsen Södra Chungcheong
i den centrala delen av Sydkorea, 120 km söder om huvudstaden Seoul.